# Amelia FitzClarence
Amelia FitzClarence (Londres, 21 de marzo de 1807-ibidem, 2 de julio de 1858), conocida de casada como Amelia Cary, vizcondesa de Falkland, fue una mujer de la nobleza británica. Nació como la quinta hija ilegítima de Guillermo IV del Reino Unido (entonces duque de Clarence y St Andrews) de su amante Dorotea Jordan. Amelia tenía cuatro hermanas y cinco hermanos, todos de apellido FitzClarence. Poco después de que su padre se convirtiera en monarca, los hijos de FitzClarence fueron elevados al rango de los hijos menores de un marqués. Nieta de Jorge III, Amelia recibió su nombre de su tía, la princesa Amelia.

## Familia y primeros años de vida
Amelia FitzClarence fue la quinta hija del príncipe Guillermo, duque de Clarence, con su amante de mucho tiempo, la famosa actriz Dorotea Jordan. Dorotea fue la actriz más exitosa de su época y continuó actuando en el escenario durante su relación. Amelia tenía nueve hermanos de la relación, cuatro hermanas y cinco hermanos, todos de apellido FitzClarence. Si bien las circunstancias impidieron que la pareja se casara, durante veinte años Guillermo y Dorotea disfrutaron de estabilidad doméstica y se dedicaron a sus hijos. En 1797, se mudaron de Clarence Lodge a Bushy House, residiendo en la residencia de Teddington hasta 1807. Amelia nació allí.
La sobrina de Amelia, Wilhelmina, escribiría más tarde que Bushy era «un hogar feliz y amado» hasta que «llegó a su fin» con el matrimonio del príncipe Guillermo con la princesa Adelaida de Sajonia-Meiningen en 1818. Él y Dorotea se separaron en diciembre de 1811 bajo una escritura de separación, el endeudado duque deseando asegurar una esposa rica. A Dorotea se le concedieron 4400 libras esterlinas y la tarea de cuidar a sus hijas; A Guillermo se le permitió visitara sus hijos hasta que cumplieron trece años. Dejó Bushy en enero de 1812. Sin embargo, el dinero no fue suficiente para cubrir sus deudas. Dorotea continuó actuando en el escenario después de su partida. En 1815, se mudó de Londres a Boulogne, Francia, para evadir a sus acreedores. El 5 de julio de 1816, murió allí sola. Sufría de mala salud y poseía poco dinero, habiendo derrochado la mayor parte en su hija mayor, Frances (engendrada por otro hombre).
La nueva esposa de Guillermo, la princesa Adelaida, fue gentil y amorosa con los niños FitzClarence. En 1818, Amelia y sus hermanos recibieron una pensión de 500 libras esterlinas. En 1819, el barón Franz Ludwig von Bibra, un hombre alemán con conocimiento de los clásicos y del inglés, fue contratado para ser tutor de las dos hijas menores de FitzClarence. Partió en 1822, al término de su educación. En junio de 1830, el duque de Clarence sucedió a su hermano Jorge IV como rey Guillermo IV. Al año siguiente, nombró a su hijo mayor, Jorge, conde de Munster, y elevó a su descendencia con Jordan al rango de los hijos menores de un marqués. Con su padre ahora monarca, los FitzClarence asistían con frecuencia a la corte, pero su presencia enfureció a la duquesa de Kent, quien sintió que los FitzClarence serían una influencia corruptora para su hija, la princesa Victoria. El rey Guillermo amaba a sus hijos y quedó ofendido por el trato que recibían de la duquesa, que salía de la habitación cada vez que entraban.

## Matrimonio e hijos
Se casó con Lucius Cary, décimo vizconde de Falkland, en 1830. Tuvieron un hijo, Lucius William Charles Frederick Cary, maestro de Falkland (24 de noviembre de 1831 - 6 de agosto de 1871), que se casó con Sarah Christiana Keighly (c. 4 de octubre de 1902). La pareja vivía en Rudby Hall, Yorkshire del Norte. Amelia murió en Londres el 2 de julio de 1858.